# M17手槍
SIG Sauer M17及M18是衍生自SIG Sauer P320的美軍制式手槍。2017年1月19日，美國陸軍宣佈西格&紹爾（SIG SAUER）的一款定製型P320勝出了陸軍的XM17模組化手槍系統競選。當中全尺寸型號被定名為M17，縮短尺寸攜帶型被定名為M18。這些手槍隨後被陸軍、海軍、海軍陸戰隊及太空軍所採用。M17和M18取代了美軍中服役的貝瑞塔M9，以及其他數款手槍。這些手槍目前有兩種顏色可供選擇，分別為土狼棕色和黑色，不過大多數已生產的手槍都是土狼棕色。

## 模組化手槍競選

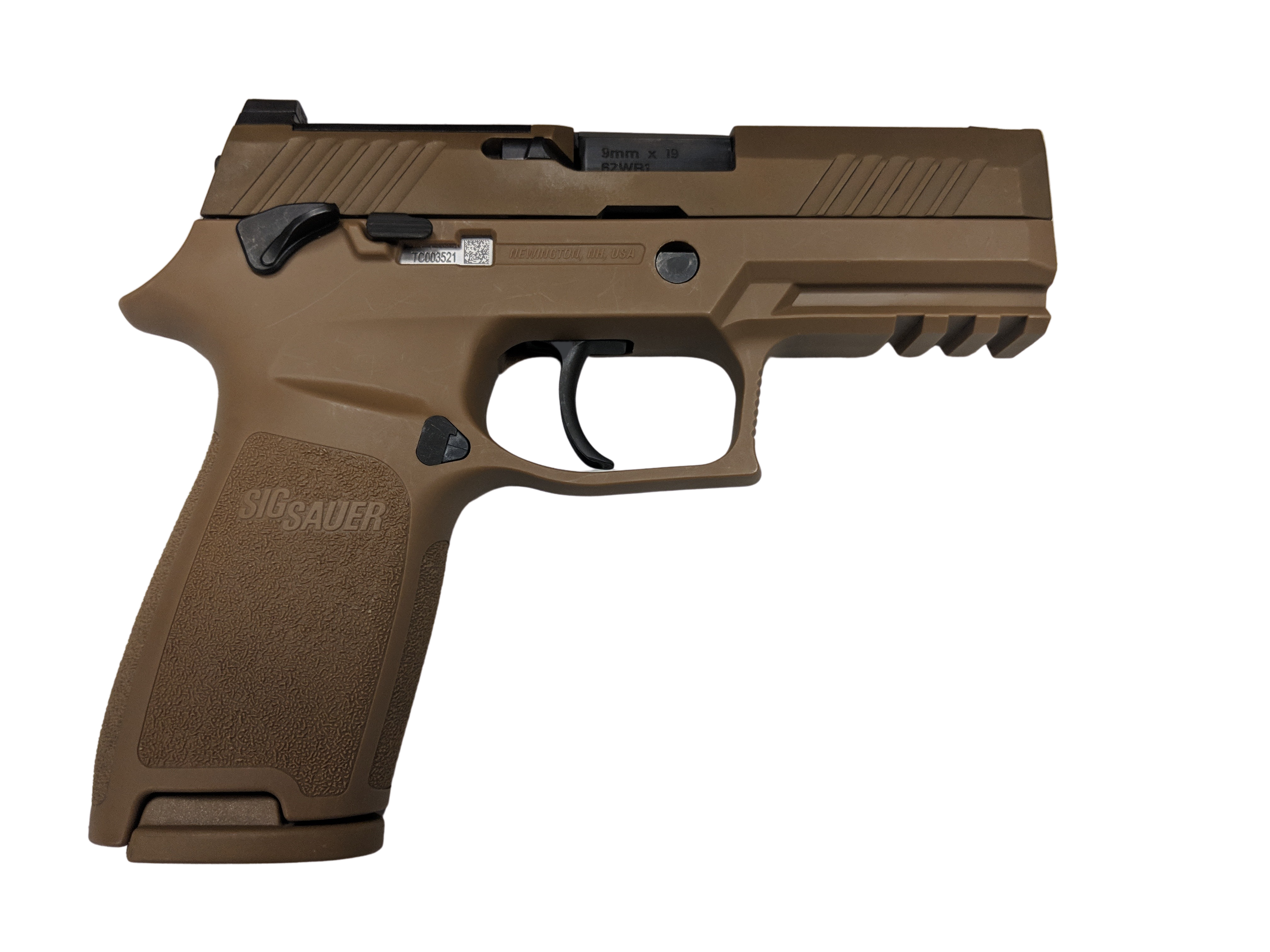
配備17發彈匣的制式M18

當為美國陸軍制定新手槍的要求時，提案的原則之一是希望現有的手槍能夠滿足模組化手槍系統提案請求（稱為XM17採購）中規定的要求。西格&紹爾提交了一枝經過數種改裝的P320參與XM17模組化手槍系統競選。

### 改良之處
- 滑套設有開口以方便加裝反射式瞄準鏡；這是來自RX系列的滑套[6]。
- 左右手靈巧操作的拇指保險。
- 上膛指示器
- 改進了滑套子組件以收集分解後的小零件。
- 改進了扳機“擋泥板”以防止外來污染物進入手槍的槍機。
- 120 mm（4.7英寸）槍管（M17）。
- 98 mm（3.9英寸） 槍管（M18）。
- 發射9×19公釐帕拉貝倫彈；由於底把的外殼設有扳手螺絲，故無法改用其他口徑。
- 17發彈匣，但另有21發延長彈匣可選[7]
- 鋼部件經過物理氣相沉積（PVD）耐腐蝕處理[8]。
- 野戰分解時使用扳手螺絲而非普通螺絲批，以防止非軍械人員的用戶過度拆解[9]。

模組化手槍系統配備有自亮的氚瞄具以方便光線不足的條件下使用，設置在其底把下的一體化皮卡汀尼導軌可供用戶安裝各種配件。另外還提供一個陸軍制式抑制器套件以供安裝抑制器／消焰器。每枝M17／M18手槍在出廠前都會被試射13發子彈，以測試武器的準度和順暢性。
最初M17手槍配有棕色操作部件，後來西格&紹爾把其更改為黑色，因此陸軍決定全數改用黑色操作部件，並把原有棕色部件的手槍退回西格&紹爾。西格&紹爾順勢把部分退回的手槍改向民間銷售，並以手槍上的政府標記、合約序號及+P用復進簧作賣點吸引民間收藏家。
2020年10月，西格&紹爾推出了MHS的升級部件，供期望升級其MHS的單位購買並把手槍升級成P320X的配置。另有移除手動保險的套件供選用。西格&紹爾指該配置很大機會在民用市場發售，產品若依現時的命名規則將會為M17X／M18X。

## 歷史

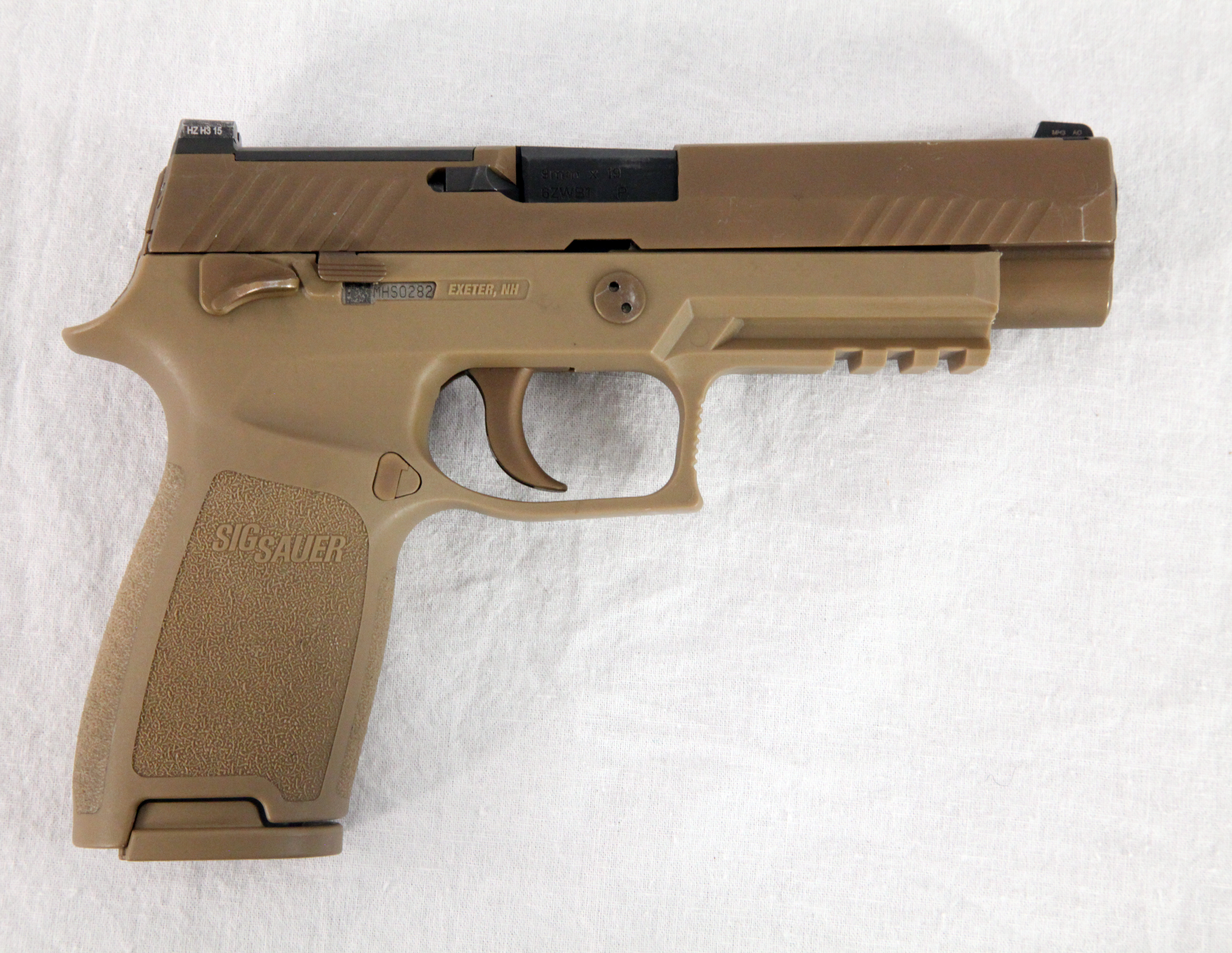
裝有17發彈匣的XM17原型槍。其棕色的扳機和操作部件只在早期生產的批次中使用

### 西格&紹爾贏得合約
2017年1月19日，美國陸軍宣佈西格&紹爾P320 MHS已勝出模組化手槍測試。該款經過改良的P320隨後被軍方定名為M17（全尺寸型）和M18（緊湊攜帶型）並投入服役。M17有著比貝瑞塔M9更優秀的準度、人體工學和分散得更緊密。它將更普及地列裝小隊和火力小組隊長。而特種作戰部隊幹員則本身攜帶一枝步槍和一枝手槍。在新政策下，以前被排除在攜帶配槍之外的常規步兵部隊的初級隊長將在近身距離作戰的情況下獲得更多選擇。所有陸軍單位計劃在10年內全面汰換M9。

### 美軍採用M17及M18
2017年5月，陸軍宣佈第101空降師將成為第一支接收M17的軍事單位，並在年底開始列裝。與此同時，美軍其他兵種亦表示打算採購該款手槍。美軍打算購入一共421,000枝手槍；其中195,000枝手槍為陸軍使用、130,000枝為空軍使用、61,000枝為海軍使用（只採用M18緊湊型），35,000枝為海軍陸戰隊使用（採用M18）。
陸軍主要訂購M17，而空軍和海軍則採納M18為他們的制式手槍。
2019年，海軍陸戰隊選擇了M18來替換數款手槍。除了其他兵種以M17／M18替換M9和M9A1外，海軍陸戰隊亦打算以M18替換其M45A1和M007手槍。海軍陸戰隊於2020年開始列裝M18。
儘管美國海岸防衛隊早前曾宣佈將會採用M17／M18，他們於2020年9月卻宣佈會按照國土安全部的採購獲得第5代克拉克19手槍。2019年11月，西格&紹爾宣佈已向美軍交付第100,000枝M17／M18手槍。
2025年7月20日，由於一名空軍安全部隊人員的M18手槍走火導致其殉職，美國空軍下令無限期暫停使用M18手槍，以等待空軍特別調查辦公室和司令部安全辦公室的調查結果。

## 彈藥
儘管該手槍仍然發射9毫米手槍彈，合約中容許陸軍和其他部門購買西格&紹爾所推介的M1152全金屬披甲彈和M1153特別用途彈藥 。奧林公司（溫徹斯特品牌）獲得了一份生產約120萬發彈藥的合約。

## SIG Sauer P320-M17和P320-M18

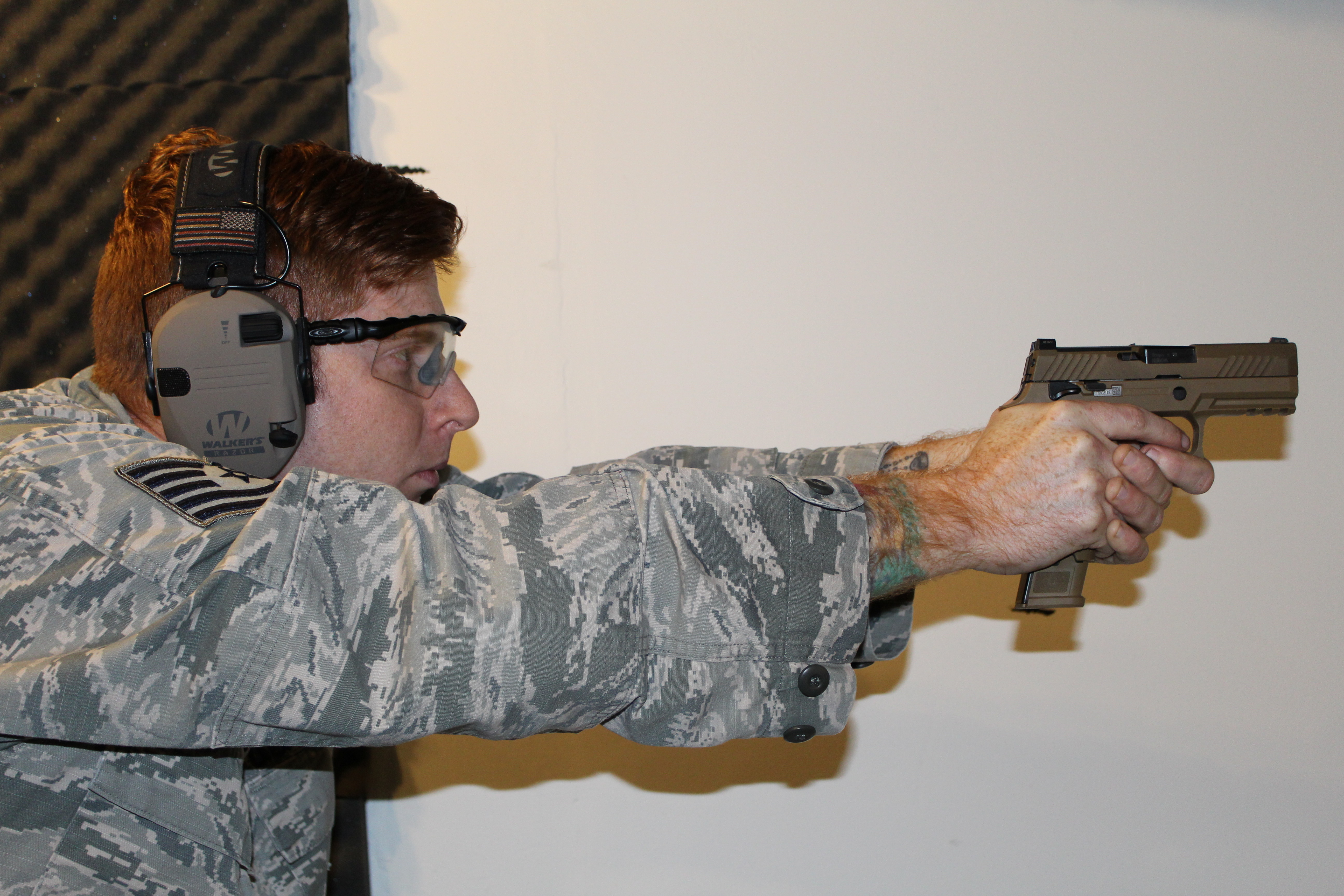
一名美國空軍人員使用裝有21發彈匣的M18進行射擊

2018年，西格&紹爾推出了M17的民用版本，是為P320-M17。後者跟M17幾乎相同，差異只在於它缺少防篡改拆卸螺絲，並可選擇配備額外手動保險與否。P320-M17的不銹鋼滑套是採用PVD塗層，而操作部件則跟後期軍用M17一樣為黑色。此外還有一款名為“M17紀念版”（M17 Commemorative）的衍生型，它跟早期的軍用版M17的規格完全一致，並同樣配備棕色扳機和操作部件，就連彈匣都是軍方採用的版本。該型號就像軍隊採用的手槍般直接存放在紙板箱內交付，而非使用西格&紹爾的硬邊黑色膠箱。M17紀念版僅限量生產5,000枝 。
據西格&紹爾所指，2018年推出的124格令9毫米手槍彈（一種商用高膛壓衍生彈種）從P320-M17發射出去有著365 m/s（1,198 ft/s）的槍口初速及535 J（395 ft·lbf）焦耳的槍口動能。
2020年，西格&紹爾推出了P320-M18，為軍用型M18的民用版。

## 使用者
- 美国
  - 美國陸軍
  - 美國海軍
  - 美國空軍
  - 美國海軍陸戰隊
  - 美國太空軍